# Mesostenus yacochuyae
Mesostenus yacochuyae là một loài tò vò trong họ Ichneumonidae.